# Juan Francisco Masdeu
Juan Francisco Masdeu (* 4. Oktober 1744 in Palermo; † 11. April 1817 in Valencia) war ein spanischer Historiker und Jesuit.

## Leben
Juan Francisco Masdeu studierte in Barcelona und trat am 19. Dezember 1759 in den Orden der Jesuiten ein, in dem er sich durch sein umfassendes Wissen auszeichnete und diverse Ämter bekleidete. Nach der Vertreibung der Jesuiten aus Spanien (1767) zog er sich nach Italien zurück und wurde Lehrer an den Jesuitenseminaren in Ferrara und Ascoli. Er besuchte Spanien 1799, wurde aber ausgewiesen. Als Papst Pius VII. den Jesuitenorden wiederherstellte, begab Masdeu sich in deren Kollegium zu Rom. In seinen letzten Lebensjahren interessierte er sich für die römischen Altertümer und geriet bezüglich dieses Themas in einen polemischen wissenschaftlichen Streit mit dem Antiquar Carlo Fea. Er  kehrte 1815 nach Spanien zurück und starb 1817 im Alter von 72 Jahren in Valencia.
Masdeu widmete sich der Abfassung einer allgemeinen Geschichte Spaniens, sammelte zahlreiche Materialien und ließ sie anfangs auf Italienisch erscheinen (Storia critica di Spagna e della cultura spagnuola in ogni genere, 1. Bd. Foligno 1781, 2. Bd., Florenz 1787). Da diese Schrift auf wenig Anklang stieß, gab er eine erweiterte Version als   Historia critica de España y de la cultura española (20 Bde., Madrid 1783–1805) auf Spanisch heraus. Trotz des großen Umfang dieses Werks blieb es unvollendet und reicht nur bis zum 11. Jahrhundert; hätte der Autor es mit demselben Detailreichtum bis in seine eigene Zeit fortgeführt, wäre der Umfang dieser Geschichte Spaniens auf gut 50 Bände angestiegen. Masdeu verfasste sein historisches Werk in sehr kritischem Geist und mit einer für seine Zeit seltenen Genauigkeit; allerdings beschäftigt er sich eher mit kleinen Details als mit der Philosophie der Geschichte. Des Weiteren verfasste Masdeu u. a. eine Arte poética fácil (1801) und Arte poética italiana (1803).
Sein Werk Historia critica de España y de la cultura española wurde 1826 durch die Glaubenskongregation auf den Index der verbotenen Bücher gesetzt.